# Alvin siêu quậy
Alvin and the Chipmunks (tiếng Việt: Alvin siêu quậy) là phim hoạt hình máy tính kiêm người đóng thể loại âm nhạc hài hước của Mỹ năm 2007 do Tim Hill đảm nhiệm vai trò đạo diễn. Dựa trên nguyên tác các nhân vật Alvin and the Chipmunks do Ross Bagdasarian, Sr. sáng tạo, phim có sự tham gia của các diễn viên Justin Long, Matthew Gray Gubler, Jesse McCartney, Cameron Richardson, David Cross và Jason Lee
Phim công chiếu rộng rãi ngày 14 tháng 12 năm 2007, với 20th Century Fox là hãng phân phối và Fox 2000 Pictures và Regency Enterprises là hai hãng sản xuất. Phim nhận được những đánh giá tiêu cực từ các nhà phê bình. Rotten Tomatoes đồng thuận chỉ trích tính hài hước của bộ phim và "công thức phim dành cho trẻ con được làm mới lại".Alvin siêu quậy thu về 217 triệu USD tại Bắc Mỹ và 144 triệu USD tại các thị trường ngoại địa, so với mức kinh phí sản xuất 60 triệu USD và đồng thời trở thành DVD bán chạy thứ bảy của năm 2008, với doanh số 101 triệu USD.
Alvin siêu quậy là phim điện ảnh người đóng kiêm hoạt hình đầu tiên có sự xuất hiện của nhóm nhạc Alvin and the Chipmunks kể từ khi Little Alvin and the Mini-Munks được phát hành dưới dạng DVD vào năm 2003. Phim có ba phần tiếp nối, bao gồm Alvin and the Chipmunks 2 (Alvin and the Chipmunks: The Squeakquel), công chiếu ngày 23 tháng 12 năm 2009, Alvin and the Chipmunks 3 ( Alvin and the Chipmunks: Chipwrecked) công chiếu ngày 16 tháng 12 năm 2011, và Alvin and the Chipmunks: Sóc chuột du hí (Alvin and the Chipmunks: The Road Chip), công chiếu ngày 18 tháng 12 năm 2015.

## Cốt truyện
Mở đầu phim là một cái cây, nơi mà ba anh em sóc chuột Alvin, Simon và Theodore đang sống, bị đốn hạ và đưa đến Los Angeles sau khi JETT Records mua nó làm cây thông Noel. Nhạc sĩ kiêm nhà soạn nhạc David Seville đang tuyệt vọng khi bản demo mới nhất của anh ấy bị giám đốc điều hành Ian Hawke, bạn cùng phòng thời đại học của anh, từ chối và đề nghị Dave từ bỏ việc viết bài hát. Chipmunks nhảy vào một giỏ bánh nướng xốp mà Dave đã đánh cắp từ một trong những đồng nghiệp của Ian, và theo Dave về nhà.
Khi ở đó, Dave phát hiện ra anh em sóc chuột và đuổi chúng ra khỏi nhà. Sau khi nghe chúng hát "Only You (And You Alone)", và "Funkytown", Dave đã thỏa thuận với anh em sóc chuột để hát những bài hát mà anh ta viết để đổi lấy nơi trú ẩn. Sau đó, khi Dave cố gắng giới thiệu anh em sóc chuột với Ian, họ không hát được vì chứng sợ sân khấu. Sự việc ngày càng tồi tệ hơn khi Dave bị sa thải khỏi công việc quảng cáo do anh em sóc chuột đã vô tình làm hỏng bài thuyết trình của anh. Trong lúc ăn tối với bạn gái cũ Claire, Dave đấu tranh để che giấu anh em sóc chuột sau khi Alvin cố gắng tạo ra một bầu không khí lãng mạn, làm cho Claire không thoải mái và khiến cô ấy bỏ đi. Để làm điều đó, các anh em sóc chuột đến dinh thự xa hoa của Ian và hát bài hát của Dave cho anh ta nghe, khiến Ian ký một hợp đồng thu âm...

## Diễn viên
- Jason Lee trong vai David "Dave" Seville, một nhạc sĩ và người cha đang gặp khó khăn với Alvin, Simon và Theodore
- David Cross trong vai Ian Hawke, CEO của JETT Records
- Cameron Richardson trong vai Claire Wilson, bạn gái cũ của Dave
- Jane Lynch trong vai Gail, giám đốc điều hành quảng cáo và chủ cũ của Dave
- Justin Long trong vai Alvin
- Matthew Gray Gubler trong vai Simon
- Jesse McCartney trong vai Theodore

Ngoài ra, Kevin Symons xuất hiện trong vai Ted, Frank Maharajh xuất hiện trong vai Barry và Veronica Alicino xuất hiện trong vai Amy, ba đồng nghiệp cũ của Dave.

## Âm nhạc

### Nhạc phim
Album đã được chứng nhận danh hiệu Bạch kim bởi Hiệp hội Công nghiệp ghi âm Hoa Kỳ với hơn một triệu bản.

### Đón nhận
| Đánh giá chuyên môn | Đánh giá chuyên môn |
| Nguồn đánh giá      | Nguồn đánh giá      |
| Nguồn               | Đánh giá            |
| ------------------- | ------------------- |
| Allmusic            | [ 6 ]               |

Tháng 12 năm 2007, album ra mắt ở vị trí thứ 133 trên Billboard 200. Trong tuần thứ hai bán được, album đã nhảy lên vị trí thứ 67 trên bảng xếp hạng.

### Bài hát
Bốn bài hát trong album đã lọt vào bảng xếp hạng Billboard Hot 100 tháng 12 năm 2007. Chúng trở thành bài hát xếp hạng đầu tiên của nhóm trong 47 năm ("Alvin for President" là đĩa đơn xếp hạng cuối cùng đối với nhóm, đạt đỉnh 95 vào năm 1960). Không có bài hát nào được phát hành dưới dạng đĩa đơn hoặc từng được thu hút trên đài phát thanh chính thống (mặc dù có thể các đài phát thanh dành cho trẻ em, chẳng hạn như Radio Disney, có thể đã phát chúng); họ xếp hạng chỉ vì lượt tải xuống kỹ thuật số cao.
Bốn bài hát lọt vào bảng xếp hạng Billboard Hot 100 và/hoặc bảng xếp hạng Hot Digital Songs là:
| Bài hát                                                      | Bảng xếp hạng        | Vị trí |
| ------------------------------------------------------------ | -------------------- | ------ |
| "Witch Doctor (2007 Version)" (featuring Chris Classic)      | US Billboard Hot 100 | 62     |
| "The Chipmunk Song (Christmas Don't Be Late) (2007 Version)" | US Billboard Hot 100 | 66     |
| "Bad Day"                                                    | US Billboard Hot 100 | 67     |
| "Funkytown"                                                  | US Billboard Hot 100 | 86     |
| "Witch Doctor (2007 Version)" (featuring Chris Classic)      | US Hot Digital Songs | 16     |
| "The Chipmunk Song (Christmas Don't Be Late) (2007 Version)" | US Hot Digital Songs | 28     |
| "Bad Day"                                                    | US Hot Digital Songs | 51     |

### Theo dõi danh sách
Một bộ mẫu nhạc phim đã được phát hành cùng với DVD của bộ phim trong hai bộ được bán độc quyền tại Walmart. Có năm bài hát được sản xuất riêng cho nhạc phim.
| Danh sách nhạc Tất cả các bài hát do The Chipmunks thể hiện, ngoại trừ những trường hợp đã ghi chú | Danh sách nhạc Tất cả các bài hát do The Chipmunks thể hiện, ngoại trừ những trường hợp đã ghi chú | Danh sách nhạc Tất cả các bài hát do The Chipmunks thể hiện, ngoại trừ những trường hợp đã ghi chú | Danh sách nhạc Tất cả các bài hát do The Chipmunks thể hiện, ngoại trừ những trường hợp đã ghi chú |
| STT                                                                                                | Nhan đề                                                                                            | Sáng tác                                                                                           | Thời lượng                                                                                         |
| -------------------------------------------------------------------------------------------------- | -------------------------------------------------------------------------------------------------- | -------------------------------------------------------------------------------------------------- | -------------------------------------------------------------------------------------------------- |
| 1.                                                                                                 | "Bad Day"                                                                                          | Daniel Powter                                                                                      | 3:47                                                                                               |
| 2.                                                                                                 | "The Chipmunk Song (Christmas Don't Be Late) DeeTown OG Mix"                                       | Ross Bagdasarian                                                                                   | 2:34                                                                                               |
| 3.                                                                                                 | "Follow Me Now1 (chung với Jason Gleed)"                                                           | The DeeTown Syndicate for DeeTown Entertainment, Inc.                                              | 3:07                                                                                               |
| 4.                                                                                                 | "How We Roll1"                                                                                     | The DeeTown Syndicate for DeeTown Entertainment, Inc.                                              | 3:54                                                                                               |
| 5.                                                                                                 | "Witch Doctor (cùng với Chris Classic)"                                                            | Ross Bagdasarian                                                                                   | 3:03                                                                                               |
| 6.                                                                                                 | "Come Get It1 (cùng với Rebecca Jones)"                                                            | The DeeTown Syndicate for DeeTown Entertainment, Inc.                                              | 3:34                                                                                               |
| 7.                                                                                                 | "The Chipmunk Song (Christmas Don't Be Late) DeeTown Rock Mix"                                     | Ross Bagdasarian                                                                                   | 2:14                                                                                               |
| 8.                                                                                                 | "Funkytown"                                                                                        | Steve Greenberg                                                                                    | 3:34                                                                                               |
| 9.                                                                                                 | "Get You Goin'1"                                                                                   | The DeeTown Syndicate for DeeTown Entertainment, Inc.                                              | 3:16                                                                                               |
| 10.                                                                                                | "Coast 2 Coast1"                                                                                   | The DeeTown Syndicate for DeeTown Entertainment, Inc.                                              | 2:47                                                                                               |
| 11.                                                                                                | "Mess Around1"                                                                                     | The DeeTown Syndicate for DeeTown Entertainment, Inc.                                              | 3:20                                                                                               |
| 12.                                                                                                | "Only You (And You Alone)"                                                                         | Buck Ram, Ande Rand                                                                                | 2:50                                                                                               |
| 13.                                                                                                | "Ain't No Party1 (cùng với Rebecca Jones và Chris Classic)"                                        | The DeeTown Syndicate for DeeTown Entertainment, Inc.                                              | 2:43                                                                                               |
| 14.                                                                                                | "Get Munk'd1 (cùng với Al D)"                                                                      | The DeeTown Syndicate for DeeTown Entertainment, Inc.                                              | 3:01                                                                                               |

| Bản nhạc thưởng | Bản nhạc thưởng                                                | Bản nhạc thưởng  | Bản nhạc thưởng |
| STT             | Nhan đề                                                        | Sáng tác         | Thời lượng      |
| --------------- | -------------------------------------------------------------- | ---------------- | --------------- |
| 15.             | "Witch Doctor Classic Version2"                                | Ross Bagdasarian | 2:15            |
| 16.             | "The Chipmunk Song (Christmas Don't Be Late) Classic Version3" | Ross Bagdasarian | 2:17            |

| Soundtrack CD Sampler | Soundtrack CD Sampler                                      | Soundtrack CD Sampler                                 | Soundtrack CD Sampler |
| STT                   | Nhan đề                                                    | Sáng tác                                              | Thời lượng            |
| --------------------- | ---------------------------------------------------------- | ----------------------------------------------------- | --------------------- |
| 1.                    | "How We Roll"                                              | The DeeTown Syndicate for DeeTown Entertainment, Inc. | 3:54                  |
| 2.                    | "Get You Goin'"                                            | The DeeTown Syndicate for DeeTown Entertainment, Inc. | 3:16                  |
| 3.                    | "Get Munk'd (cùng với Al D)"                               | The DeeTown Syndicate for DeeTown Entertainment, Inc. | 3:01                  |
| 4.                    | "Ain't No Party (cùng với Rebecca Jones và Chris Classic)" | The DeeTown Syndicate for DeeTown Entertainment, Inc. | 2:41                  |
| 5.                    | "Mess Around"                                              | The DeeTown Syndicate for DeeTown Entertainment, Inc. | 3:20                  |

- 1 Hiển thị bài hát gốc.
- 2 Do Ross Bagdasarian, Sr. trong vai David Seville thực hiện. Phiên bản này về mặt kỹ thuật không có Chipmunks.
- 3 Có Ross Bagdasarian, Sr. trong vai David Seville (chỉ nói) và giọng hát cho Alvin, Simon và Theodore.

### Trò chơi điện tử
Trò chơi điện tử dựa trên phim phát hành ngày 4 tháng 12 năm 2007 cho Wii, Nintendo DS, PlayStation 2 và PC do DeeTown Entertainment viết và sản xuất.